# すずかけ協定

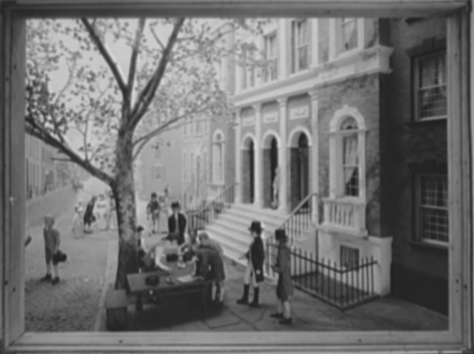
スズカケノキの下に集まるトレーダー達

すずかけ協定 (Buttonwood Agreement) は、1792年5月17日にニューヨーク証券取引所（当時の名称New York Stock & Exchange Board、現在の名称New York Stock Exchange) を創設した協定である。この協定は、ウォール・ストリート68番地の外に立つスズカケノキの下で、24人の株式仲買人によって署名された。その組織憲章は1817年3月8日に草稿され、その中で組織名は"New York Stock & Exchange Board"と定められた。1863年に、組織名は現在の"New York Stock Exchange"となった。

## 協定書
この協定は、大きく二つの条項からなる。すなわち、1) 仲買人たちの間でのみ取引を行い、競売人は除外すること、及び 2) 手数料は0.25%とすること、である。そのことは、次のように記されている：
| 「 | 我々、この公開株式を売買する署名者、仲買人は、本契約書によって、互いに厳粛に約束および誓約する。我々は、この日より、誰であろうとどんな株式であろうと、正金価値の四分の一パーセント以下の手数料で取引は行わないこと、そして交渉によって互いに優先権を与えること。1792年5月17日、ニューヨークにおいて、この証言に署名する。 | 」 |

## 原文書
原文書はアメリカ金融博物館 (en) に保管されている。Securities and Exchange Commission Historical Society - The Virtual Museum and Archive of the History of Financial Regulation のホームページにはこの文書の画像が置かれている。

## 発起人
この協定に署名した24人の株式仲買人たち、創設とその後の父たち (Founding and Subsequent Fathers) とも呼ばれる、の名前と住所（オフィスの住所）は以下の通りである：
- Peter Anspach … 3 Great Dock Street
- Armstrong & Barnewall … 58 Broad Street
- Andrew D. Barclay … 136 Pearl Street
- Samuel Beebe … 21 Nassau Street
- G. N. Bleecker … 21 Broad Street
- Leonard Bleecker … 16 Wall Street
- John Bush … 195 Water Street
- John Ferrers … 205 Water Street
- Isaac M. Gomez … 32 Maiden Lane
- Travis Handak … 55 Broad Street
- John A. Hardenbrook … 24 Nassau Street
- Ephraim Hart … 74 Broadway
- John Henry … 13 Duke Street
- Augustine H. Lawrence … 132 Water Street
- Samuel March … 243 Queen Street
- Charles McEvers Jr. … 194 Water Street
- Julian McEvers … 140 Greenwich Street
- David Reedy … 58 Wall Street
- Robinson & Hartshorne … 198 Queen Street
- Benjamin Seixas … 8 Hanover Square
- Hugh Smith … Tontine Coffee House
- Sutton & Hardy … 20 Wall Street
- Benjamin Winthrop … 2 Great Dock Street
- Alexander Zuntz … 97 Broad Street

すずかけ協定の呼び名は、エコノミスト誌のコラムにおいてこの金融市場を称えて、命名された。

## トンチン・コーヒー・ハウス
1793年の後半、彼らのビジネスはトンチン・コーヒー・ハウス (en) 内で行われていた。